# الخروج إلى عدن (فلم)
الخروج إلى عدن "Exit to Eden" هو فيلم إثارة كوميدي أمريكي صدر عام 1994، من إخراج غاري مارشال، وتولى كتابة السيناريو ديبورا أميلون وبوب برونر، مقتبس من رواية تحمل نفس الاسم للكاتبة آن رايس.
```
ألّف الموسيقى التصويرية الأصلية للفيلم باتريك دويل.
```

تؤدي دانا ديلاني دور ليزا إيمرسون (المعروفة باسم ليزا كيلي في الرواية)، ويؤدي بول ميتشوريو دور إليوت سلايتر.

## القصة
إليوت سلايتر هو مصوّر أسترالي شاب وجذاب يعيش في جنوب كاليفورنيا. دائمًا ما شعر بعدم الراحة حيال ميوله الجنسية، التي تميل إلى عالم BDSM، فيقرر الاشتراك في عطلة ذات طابع "دوميناتريكس" على جزيرة استوائية خاصة تُعرف باسم "عدن"، على أمل تجاوز توتره الداخلي.
دون أن يدري، كان إليوت قد التقط صورة لص ألماس دولي لا توجد له صور أخرى، ما يجعل العصابة — التي يقودها عمر وشريكته نينا — تتعقبه لاستعادة الفيلم الفوتوغرافي والحفاظ على هوية عمر سرّية.
تتبع العصابة المصوّر إلى منتجع "عدن" الذي تديره المتسلطة الآنسة ليزا إيمرسون، متظاهرين بأنهم زبائن. وبعد تلقي الشرطة لمعلومة بوجود عمر على الجزيرة، يصل الضابط فريد لافري والضابطة شيلا كينغستون متخفيين، حيث تتنكر شيلا كزائرة، وفريد كعامل صيانة. وعندما يسألها أحد الخاضعين عمّا يمكنه فعله لإرضائها، تجيبه بسخرية: "اذهب وادهن لي بيتي".
تدور العديد من المواقف الكوميدية وسط أنشطة النزلاء والموظفين، حيث يمثلون أدوار الهيمنة والخضوع. تتصاعد الأحداث خلال رحلة قصيرة إلى نيو أورلينز، حيث تعترف ليزا، على مضض، بمشاعرها تجاه إليوت، بينما يحاول عمر قتلهما.
ينجح فريد وشيلا في إنقاذ الموقف، ويتم القبض على عمر ونينا، ويحصلان على تكريم من الشرطة لحل القضية. يعود إليوت إلى "عدن" ويطلب الزواج من ليزا، فتوافق.